# 川崎フロンターレ麻生グラウンド

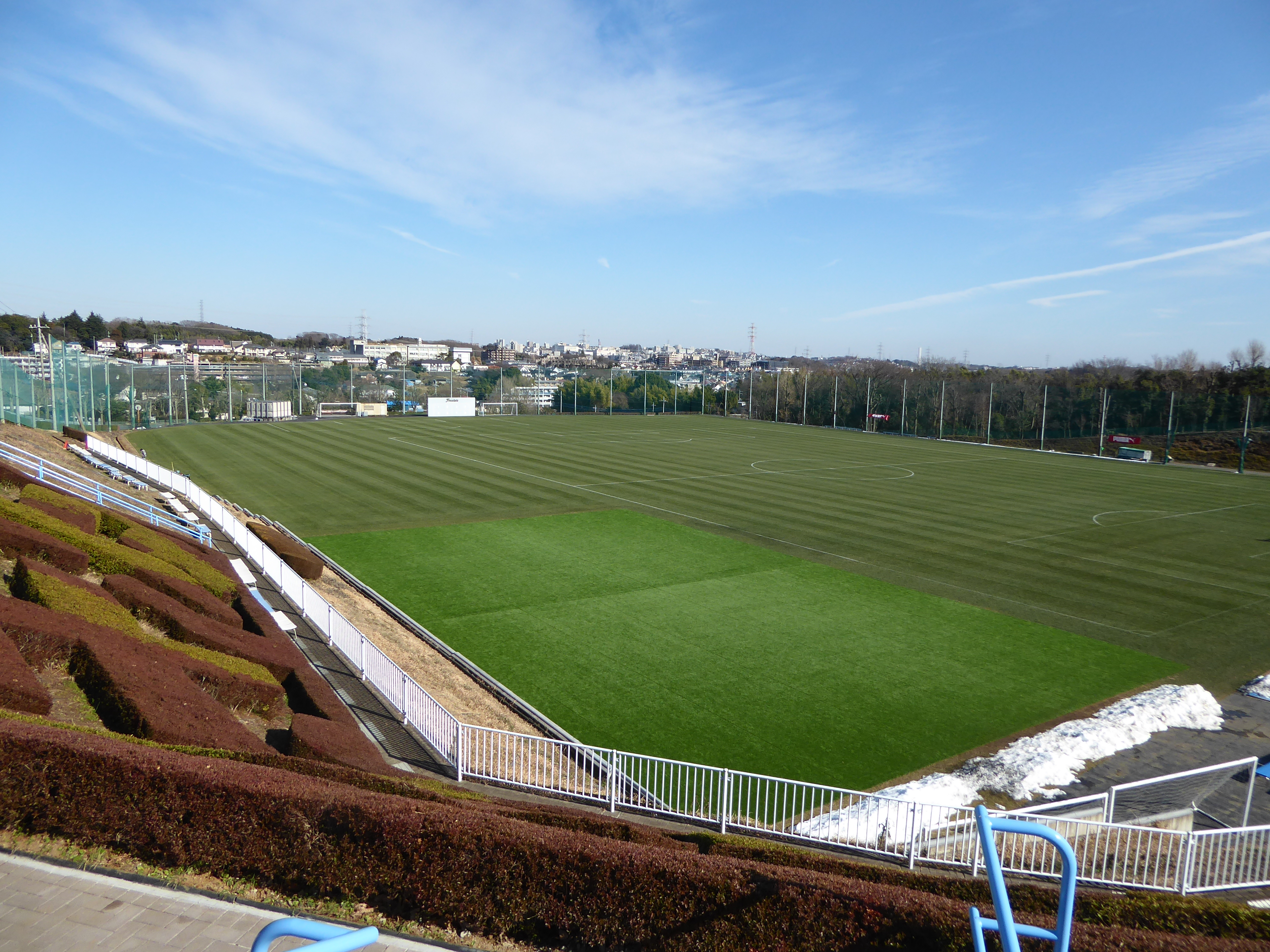
川崎フロンターレ・麻生グラウンド

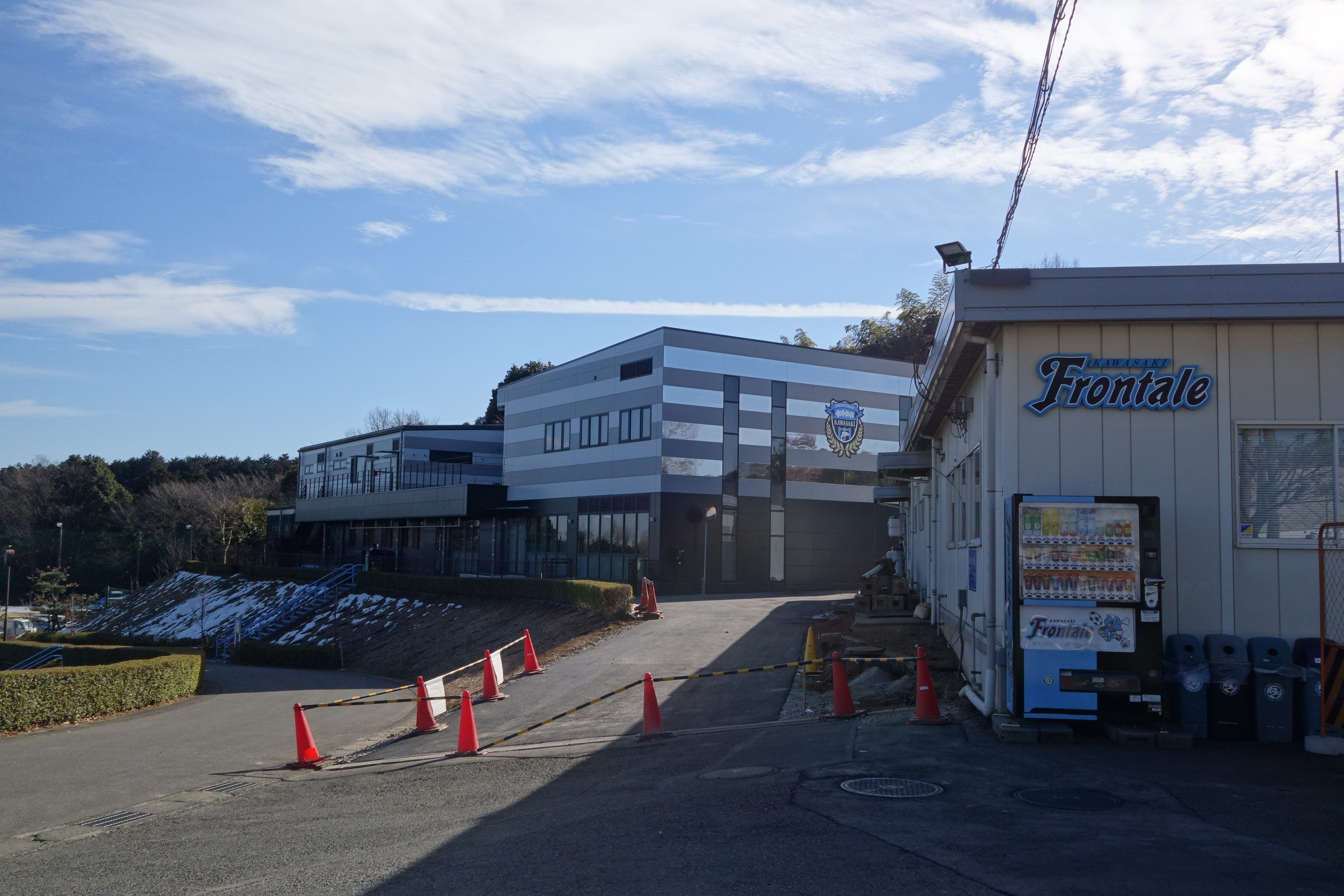
川崎フロンターレ・新クラブハウス 2016年1月27日

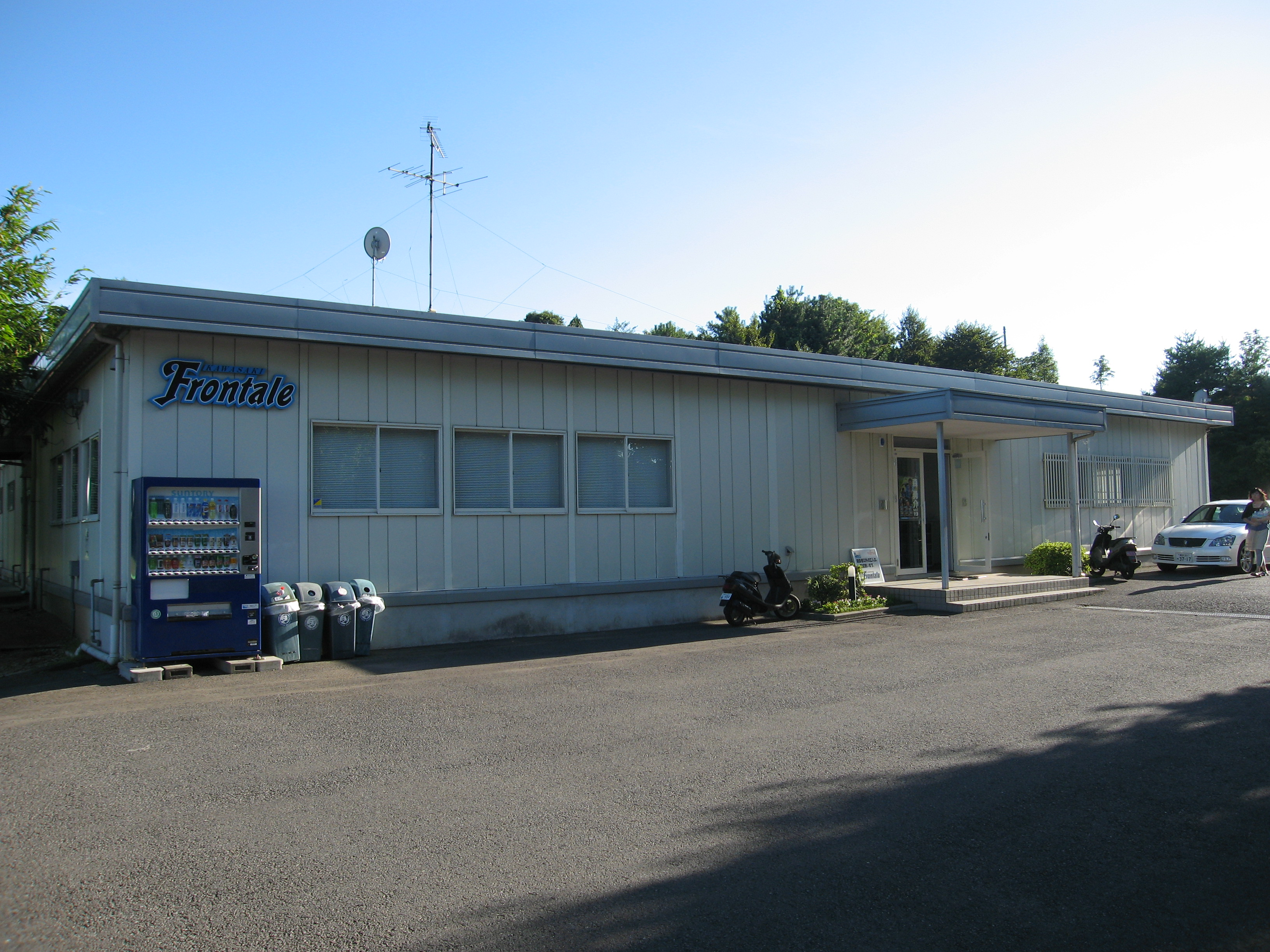
川崎フロンターレ・旧クラブハウス

川崎フロンターレ麻生グラウンド（かわさきフロンターレあさおグラウンド）は、神奈川県川崎市麻生区片平にある、Jリーグ・川崎フロンターレ所有の練習場。

## 解説
前身は大東学園高等学校（東京都世田谷区）のグラウンドで、1999年5月に完成。クラブハウス、天然芝グラウンド（メイングラウンド、サブグラウンド）、人工芝グラウンドがある。
ちなみにここに敷設された人工芝「フィールドターフ」は日本で初めて導入された「ハイテク人工芝」として話題を呼び、その実績から東京ドームや横浜スタジアムなどプロ野球の野球場でも使用されるようになった。
なお所在地名でもある「麻生」は、誤って「あそう」と読まれることが多いが、正しくは「あさお」である。
旧クラブハウスは平屋のプレハブ建築だったが、2015年1月15日、武田信平社長よりクラブハウスの立て替えが発表される。
新クラブハウスは2016年2月1日竣工。2階建てで床面積は旧クラブハウスの約2.6倍となる2127.89平方メートル。ロッカールームやトレーニングルーム、風呂だけでなく、ラウンジやテラス、仮眠室などを備えている。風呂にはジャグジーなども備えつけられている。

## 施設概要
- 所在地：川崎市麻生区片平字金井原1517-10
- クラブハウス：ロッカールーム、トレーニングルーム、会議室、シャワールーム、医務室、テラス、ラウンジ、仮眠室など
- メイングラウンド：サッカーコート（フルサイズ）　観戦席（屋根なし）
- サブグラウンド：サッカーコート（フルサイズ）
- 人工芝グラウンド：ハイテク人工芝「フィールドターフ」

## おもな用途
- Jサテライトリーグ
- Jユースカップ
- ファン感謝祭（2000年〜2001年、2003年、2004年）
- 川崎フロンターレ・麻生サッカースクール
- あさお青玄まつり

## トピック
- 1999年の当グラウンド完成以前のフロンターレは、前身の富士通サッカー部時代から東京都稲城市大丸にあった「富士通南多摩グラウンド」（富士通南多摩工場に隣接、多摩川沿い）を使用していた。南多摩グラウンドは2005年の工場閉鎖時に稲城市へと移管され、現在は「南多摩スポーツ広場」となっている。
- クラブハウスには2000年Jリーグヤマザキナビスコカップ準優勝を記念して行われた祝賀会でサポーターと撮影した写真の大型パネルが飾られている。
- グラウンドとクラブハウスのあいだには数百メートルほどの距離があり、観戦者は選手らと身近に接触することができる。
- メイングラウンドに設置された観戦席はサポーターの要望により設置されたものである。
- 観客席そばの植え込みは「カワサキF」と刈り込まれている。
- 交通に不便なところにあるため、サッカースクールに通う選手や保護者のためのバスが運行されている。
- 2004年9月24日、この日行われた試合の結果次第では翌シーズンのJ1復帰が決定することから多くのサポーターが集結。結局、この日は決まらなかったが、人工芝グラウンドでは監督・選手らが挨拶を行った。
- 2005年、NHK教育テレビの番組『ピタゴラスイッチ』内「アルゴリズムこうしん」の撮影が当所で行われ、フロンターレの選手とクラブマスコット「ふろん太」が、お笑いコンビ「いつもここから」と共演した。
- 2006年から2007年にかけて拡張工事が施され、サブグラウンドが従来のハーフコートからフルコートへと変更され、練習環境の充実が図られた。また、チーム人気の上昇を受け、観戦席が増設された。
- 2013年、NHK Eテレの番組『みいつけた!』内「オフロスキーかぞえうた」の撮影が当所で行われた。中村憲剛や、フロンターレのスクールに通う地元の小学生などが共演した。

## 交通
- 小田急電鉄多摩線栗平駅から徒歩25分
- 小田急バス（柿24系統 柿生駅北口－稲城駅・調布駅南口・若葉台駅）片平バス停から徒歩15分
  - 柿生駅北口から片平バス停までは約6分、本数は1時間に約1本（希に3-4本）
- 住宅地域の中にあり、周辺道路が駐車禁止、さらにグラウンド近郊には駐車場もない事から、フロンターレでは練習見学者に公共交通機関の利用を強く勧めている。